# Фојба
Фојба је крашка природна шупљина (јама) на подручју Истре и Словеначког приморја. Ове дубоке јаме имају и историјски значај, јер су везане за низ масовних убистава и етничких чишћења почињених, најчешће на штету италијанске етничке заједнице, за вријеме и непосредно након завршетка Другог свјетског рата.